# Козаченко, Антон Иванович
Анто́н Ива́нович Козаче́нко (1900―1962) ― советский историк, библиограф, книговед, профессор.

## Биография
Родился 15 февраля 1900 года в городе Гадяч, Полтавская губерния, Российская империя.
В 1924 году окончил Полтавский институт народного образования. После института преподавал в школах, работал в местном архиве. Член Полтавского научного общества при Всеукраинском Академии наук.
С 1925 по 1934 год работал аспирантом, научным сотрудником, председателем библиографической комиссии Научно-исследовательского института истории украинской культуры имени академика Дмитрия Багалия. Также, с 1928 по 1930 год, работал ученым секретарем, председателем Центрального бюро статистики печати, заведующим редакционно-библиографическим отделом Украинской книжной палаты.
В 1930 году стал доцентом, работал библиографом Украинского института марксизма-ленинизма, профессором Харьковского института народного образования.
В 1931 году стал профессором Института красной профессуры при Всеукраинском центральном исполнительном комитете, также работал научным сотрудником НИИ Тараса Шевченко при Всеукраинском Академии наук.
С 1934 года работал в Москве в Центральном музее народов СССР и НИИ национальностей при ЦИК СССР. В 1936-1939 годах преподавал в качестве профессора во Всесоюзном коммунистическом институте журналистики имени «Правды» при ЦИК СССР. С 1939 года трудился заведующим кафедрой истории СССР
С ноября 1941 по июль 1943 года – профессор и заведующий кафедрой истории Омского педагогического института.
С 1943 года работает в Москве деканом исторического факультета Московского областного индустриально-педагогического института, заведующим кафедрой истории СССР Высшей школы профсоюзного движения, старшим научным сотрудником Института этнографии АН СССР .
Написал более 70 работ по истории Украины и России, книговедения, библиографии, источниковедения, историографии, краеведения.
Умер 15 января 1962 года в Москве.

## Награды
Премия Правительства СССР, как соавтор учебника по истории СССР.